# アイ・モバイル
アイ・モバイル株式会社（英: iMobile Inc）は、東京都渋谷区に本社を置く日本の企業。

## 概要
中小企業支援を中心とするインターネットのマーケティングを行っている。

## 沿革
2000年5月、アイ・モバイル創業。中小企業、医療機関、税理士事務所を中心にホームページ制作を3万件以上手掛ける。
2011年3月に発生した東日本大震災の早期復興支援の為、被災地の中小企業のホームページを無料で提供することを発表。
2016年10月、クローズ型SNS「Wepage SNS」をリリース。
2020年7月、新型コロナウイルス感染症拡大の影響を受けた中小企業の支援策として、ホームページで簡単に販売・決済ができる「らくらく決済」をリリース。
2023年12月、患者団体向けホームページサービスの無償提供を開始。
2024年11月、個人や事業主がホームページを簡単に作成できる「Wepage（ウィーページ）」をリリース。

## サービス
- Wepage（ウィーページ）　無料ホームページ作成ツール
- らくらく決済　決済機能付きホームページ作成ツール

## 関連会社
- 株式会社ＴＫＣ
- 株式会社eヘルスケア